# Międzynarodowy kod statku powietrznego

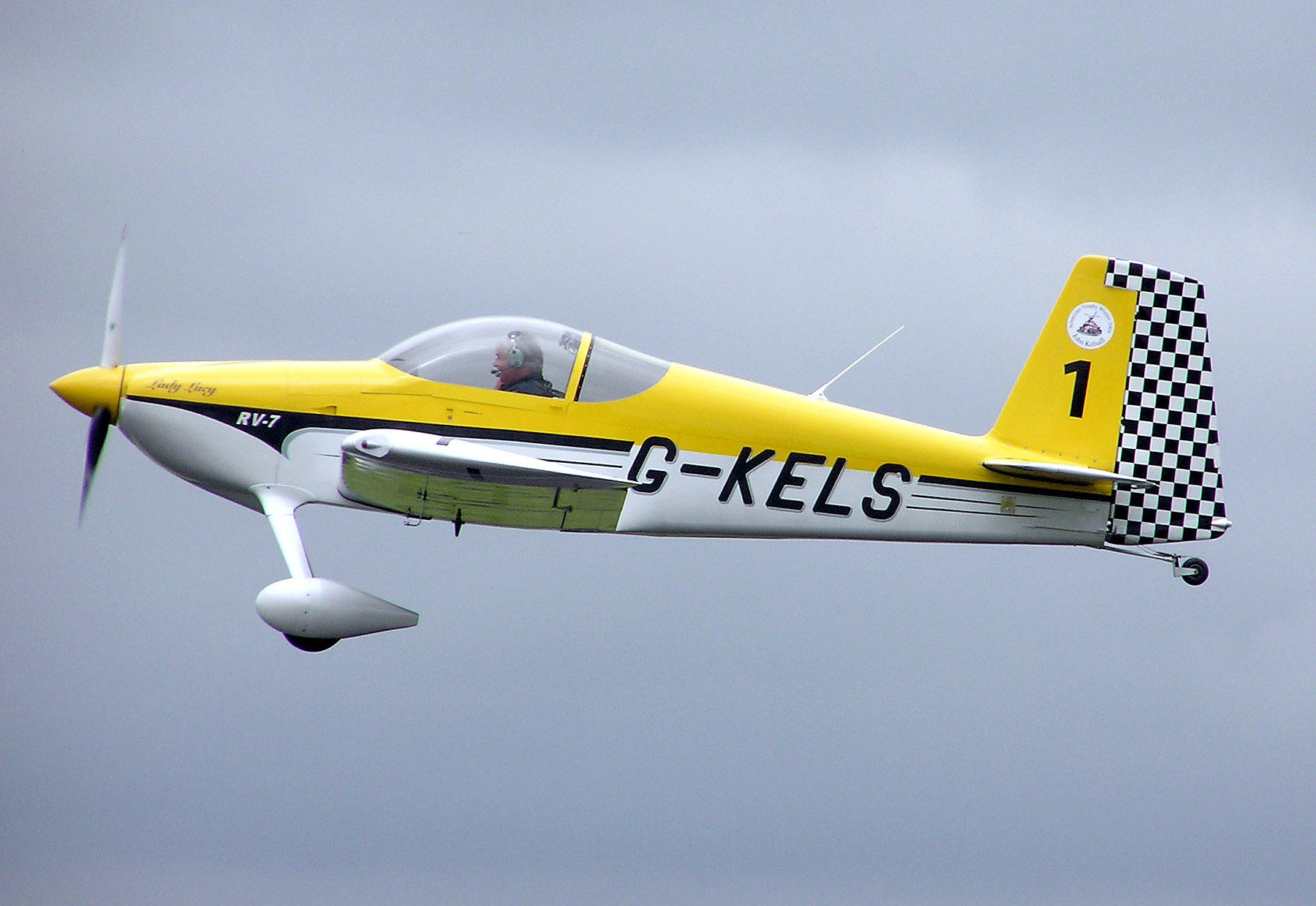
G na powyższym znaku rejestracyjnym oznacza, że samolot jest zarejestrowany w Wielkiej Brytanii.

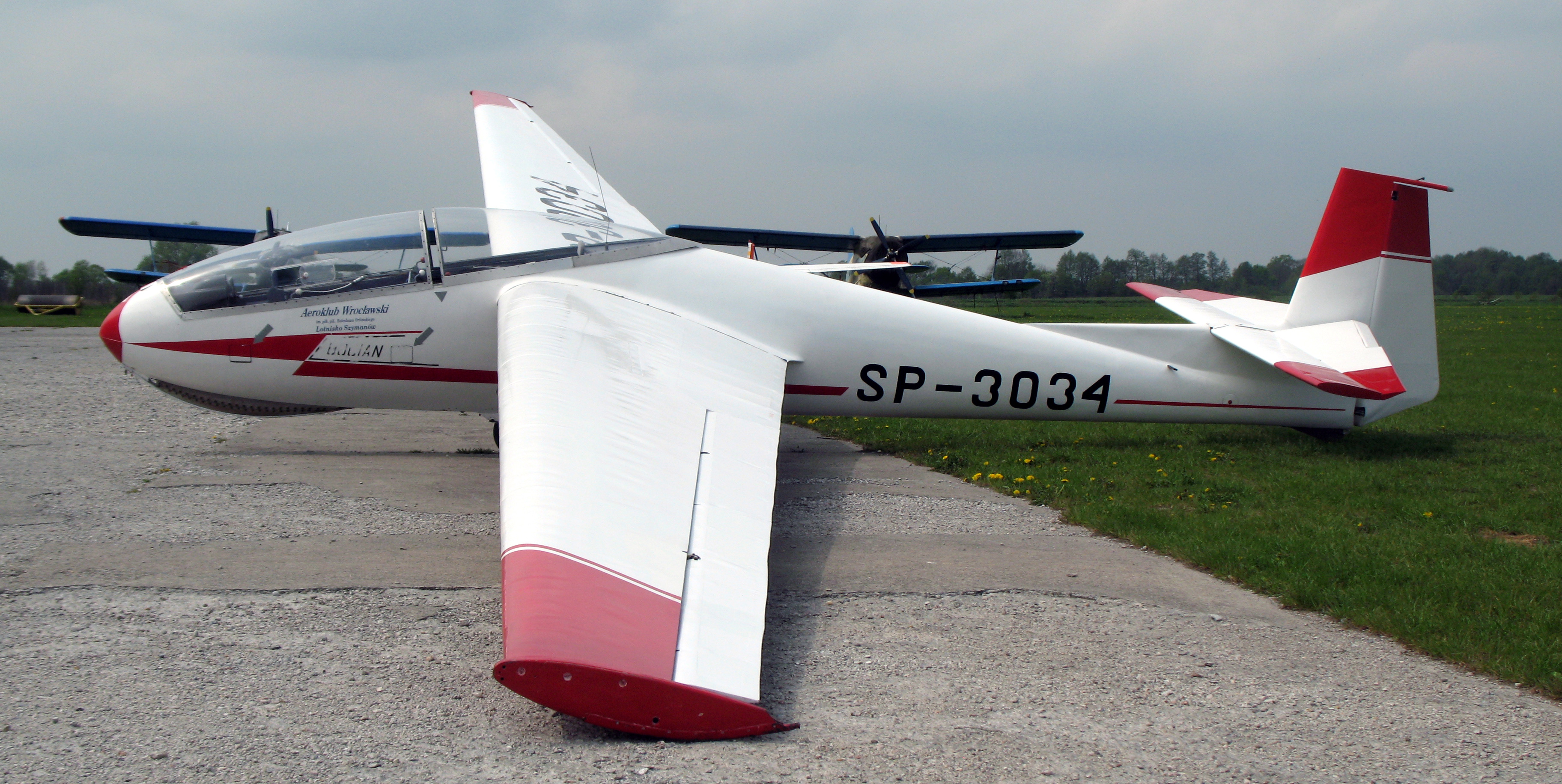
Polski szybowiec, SP-3034

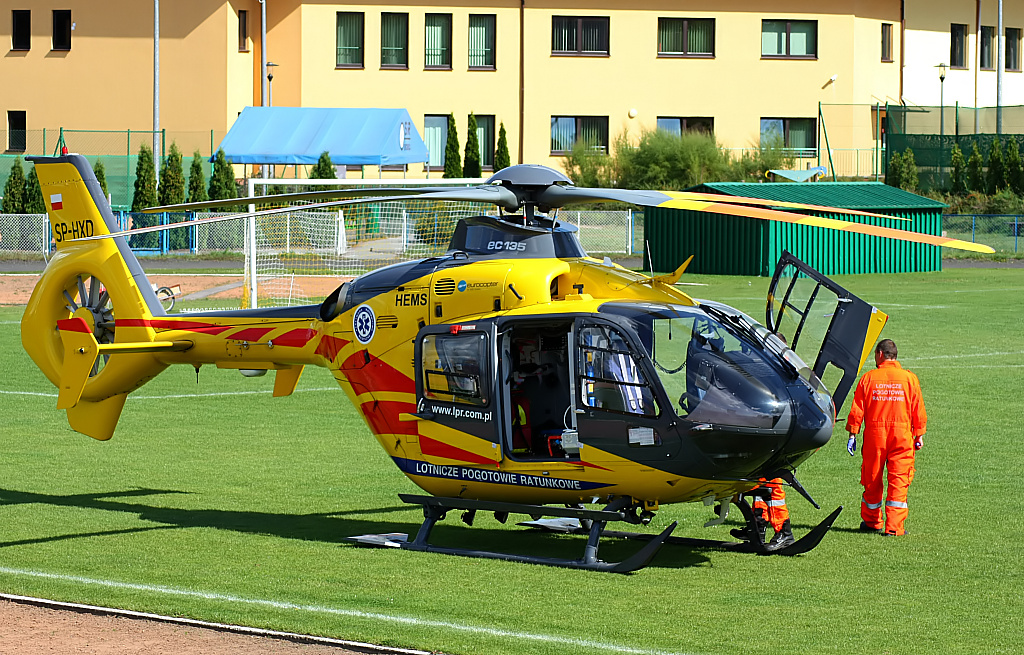
Śmigłowiec LPR, EC135, ze znakiem rejestracyjnym nad fenestronem

Międzynarodowy kod statku powietrznego – alfanumeryczne oznaczenie przynależności państwowej statków powietrznych.
Kod rejestruje się w ICAO. Kod jest częścią znaku rejestracyjnego, potocznie nazywany jest numerem rejestracyjnym lub rejestracją statków powietrznych. W Polsce znaki rejestracyjne statków powietrznych przydziela Urząd Lotnictwa Cywilnego, który wydaje świadectwa zdatności do lotu oraz
prowadzi Rejestr Cywilnych Statków Powietrznych.
Znak rejestracyjny składa się z prefiksu określającego państwo (np. prefiks SP – określa Polskę, D – Niemcy, G – Wielką Brytanię) oraz sufiksu, liter lub cyfr identyfikujących dany statek powietrzny w danym kraju. W Polsce symbole w sufiksie znaku rejestracyjnego dla samolotów i innych statków powietrznych składają się z liter alfabetu natomiast dla szybowców występują w postaci cyfr.
Przykłady polskich znaków rejestracyjnych:
SP-LOT – znak rejestracyjny polskiego samolotu
SP-2334 – znak rejestracyjny polskiego szybowca
Dodatkowo X jako druga litera sufiksu w Polsce oznacza samolot lub helikopter ratunkowy. Statki powietrzne w locie z takimi znakami mają pierwszeństwo przed innymi. Znak rejestracyjny stosowany jest również jako znak wywoławczy w czasie prowadzenia łączności radiowej statków powietrznych np. ze służbami lotniczymi naziemnymi kontroli ruchu lotniczego.

## Indeks
# A B C D E F G H I J L M N O P R S T U V X Z

## #

Mapa zawierająca oznaczenia międzynarodowych kodów statków powietrznych państw europejskich.

| kod statku powietrznego | kraj                          |
| ----------------------- | ----------------------------- |
| 3A                      | Monako                        |
| 3B                      | Mauritius                     |
| 3C                      | Gwinea Równikowa              |
| 3D                      | Suazi                         |
| 3X                      | Gwinea                        |
| 4K                      | Azerbejdżan                   |
| 4L                      | Gruzja                        |
| 4O                      | Czarnogóra                    |
| 4R                      | Sri Lanka                     |
| 4X                      | Izrael                        |
| 5A                      | Libia                         |
| 5B                      | Cypr                          |
| 5H                      | Tanzania                      |
| 5N                      | Nigeria                       |
| 5R                      | Madagaskar                    |
| 5U                      | Niger                         |
| 5X                      | Uganda                        |
| 5Y                      | Kenia                         |
| 5T                      | Mauretania                    |
| 5W                      | Samoa                         |
| 6O                      | Somalia                       |
| 6V                      | Senegal                       |
| 6W                      | Senegal                       |
| 6Y                      | Jamajka                       |
| 737                     | Timor Wschodni                |
| 7O                      | Jemen                         |
| 7P                      | Lesotho                       |
| 7Q                      | Malawi                        |
| 7T                      | Algieria                      |
| 8P                      | Barbados                      |
| 8Q                      | Malediwy                      |
| 8R                      | Gujana                        |
| 9A                      | Chorwacja                     |
| 9G                      | Ghana                         |
| 9H                      | Malta                         |
| 9J                      | Zambia                        |
| 9K                      | Kuwejt                        |
| 9L                      | Sierra Leone                  |
| 9M                      | Malezja                       |
| 9N                      | Nepal                         |
| 9Q                      | Demokratyczna Republika Konga |
| 9T                      | Demokratyczna Republika Konga |
| 9U                      | Burundi                       |
| 9V                      | Singapur                      |
| 9XR                     | Rwanda                        |
| 9Y                      | Trynidad i Tobago             |

## A
| kod statku powietrznego | kraj                         |
| ----------------------- | ---------------------------- |
| A2                      | Botswana                     |
| A3                      | Tonga                        |
| A4O                     | Oman                         |
| A5                      | Bhutan                       |
| A6                      | Zjednoczone Emiraty Arabskie |
| A7                      | Katar                        |
| A9C                     | Bahrajn                      |
| AP                      | Pakistan                     |

## B
| kod statku powietrznego | kraj            |
| ----------------------- | --------------- |
| B                       | Chiny, Hongkong |
| B                       | Tajwan          |

## C

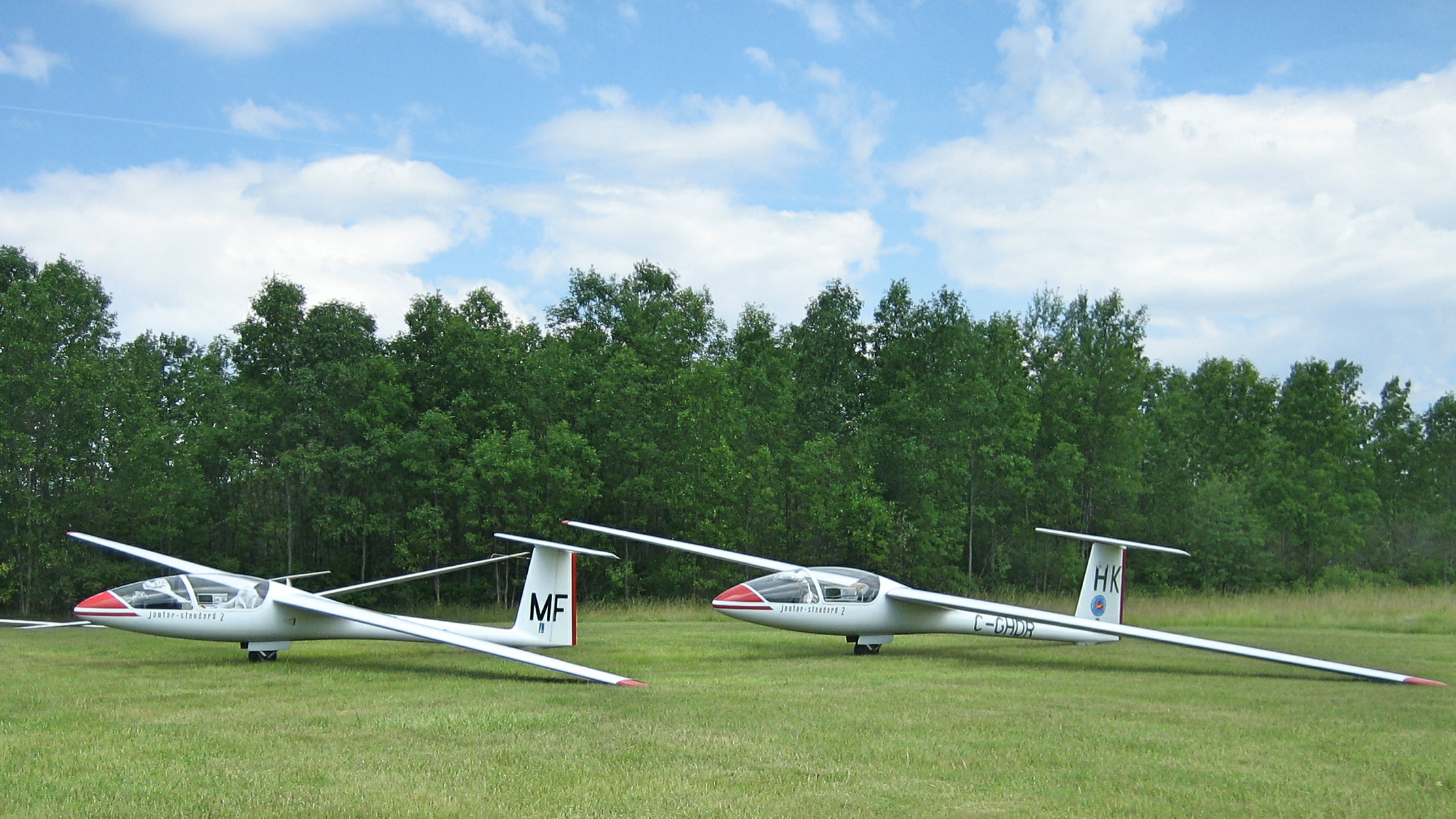
Jantar Standard 2 ze znakami rejestracyjnymi lotnictwa Kanady

| kod statku powietrznego | kraj       |
| ----------------------- | ---------- |
| C                       | Kanada     |
| C2                      | Nauru      |
| C3                      | Andora     |
| C5                      | Gambia     |
| C6                      | Bahamy     |
| C9                      | Mozambik   |
| CC                      | Chile      |
| CCCP                    | Rosja      |
| CF                      | Kanada     |
| CH                      | Szwajcaria |
| CN                      | Maroko     |
| CP                      | Boliwia    |
| CR                      | Portugalia |
| CS                      | Portugalia |
| CU                      | Kuba       |
| CX                      | Urugwaj    |

## D

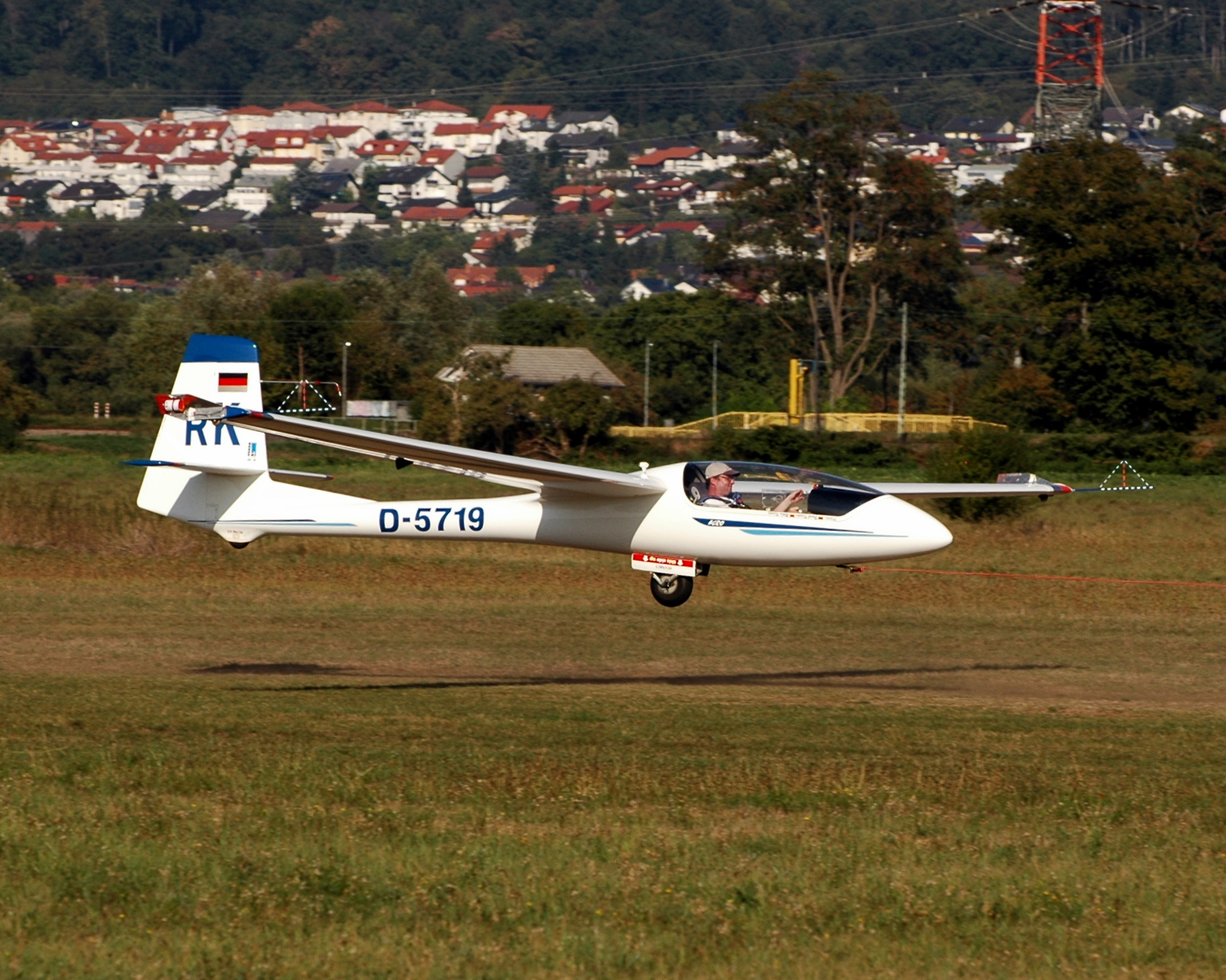
SZD-59 Acro ze znakami rejestracyjnymi Niemiec

| kod statku powietrznego | kraj                          |
| ----------------------- | ----------------------------- |
| D                       | Niemcy                        |
| D2                      | Angola                        |
| D4                      | Republika Zielonego Przylądka |
| D6                      | Komory                        |
| DQ                      | Fidżi                         |

## E

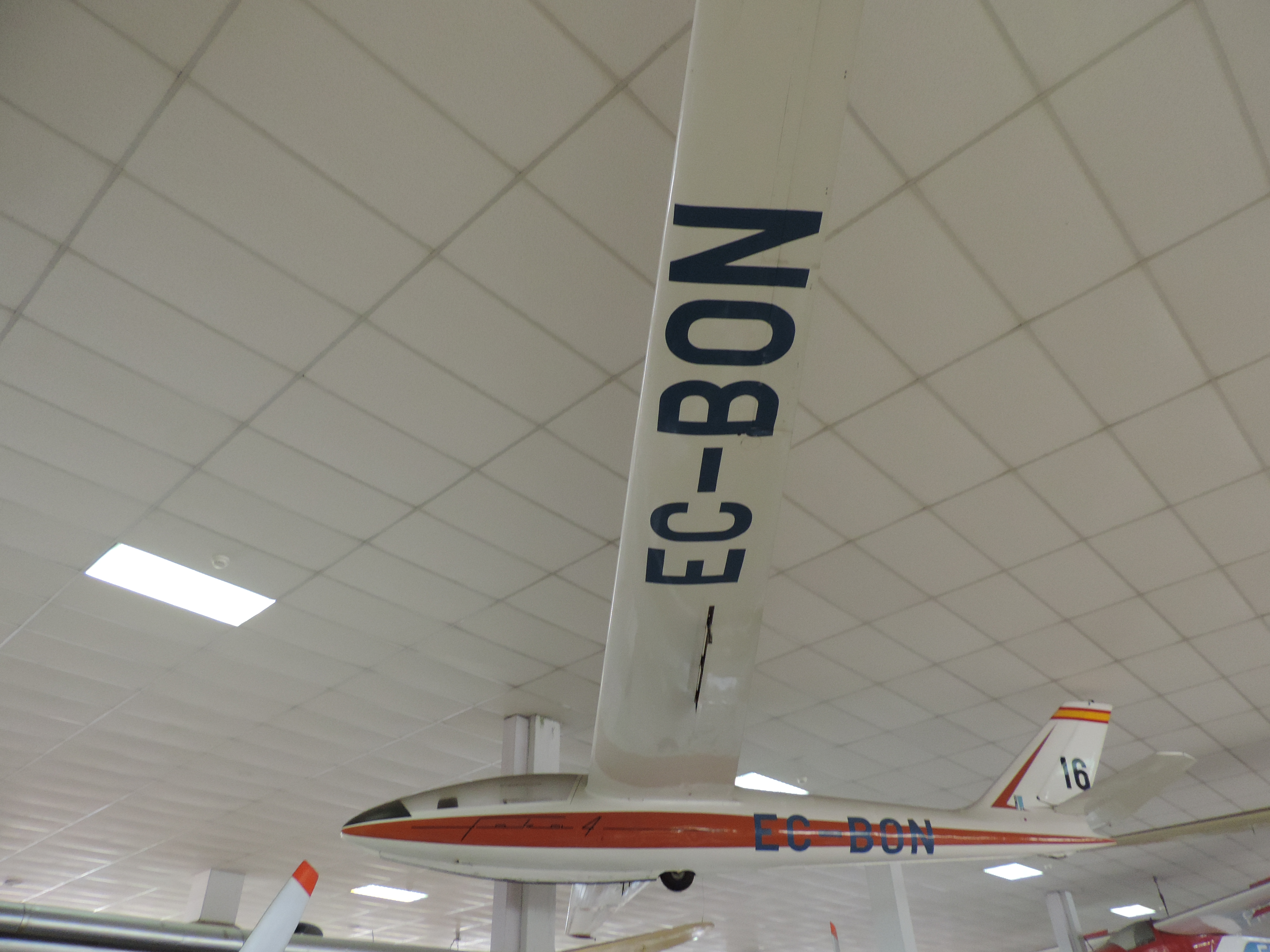
SZD-24 Foka lotnictwa Hiszpanii

| kod statku powietrznego | kraj         |
| ----------------------- | ------------ |
| E3                      | Erytrea      |
| EC                      | Hiszpania    |
| EI                      | Irlandia     |
| EJ                      | Irlandia     |
| EK                      | Armenia      |
| EL                      | Liberia      |
| EP                      | Iran         |
| ER                      | Mołdawia     |
| ES                      | Estonia      |
| ET                      | Etiopia      |
| EW                      | Białoruś     |
| EX                      | Kirgistan    |
| EY                      | Tadżykistan  |
| EZ                      | Turkmenistan |

## F
| kod statku powietrznego | kraj                         |
| ----------------------- | ---------------------------- |
| F                       | Francja, Polinezja Francuska |

## G
| kod statku powietrznego | kraj            |
| ----------------------- | --------------- |
| G                       | Wielka Brytania |

## H

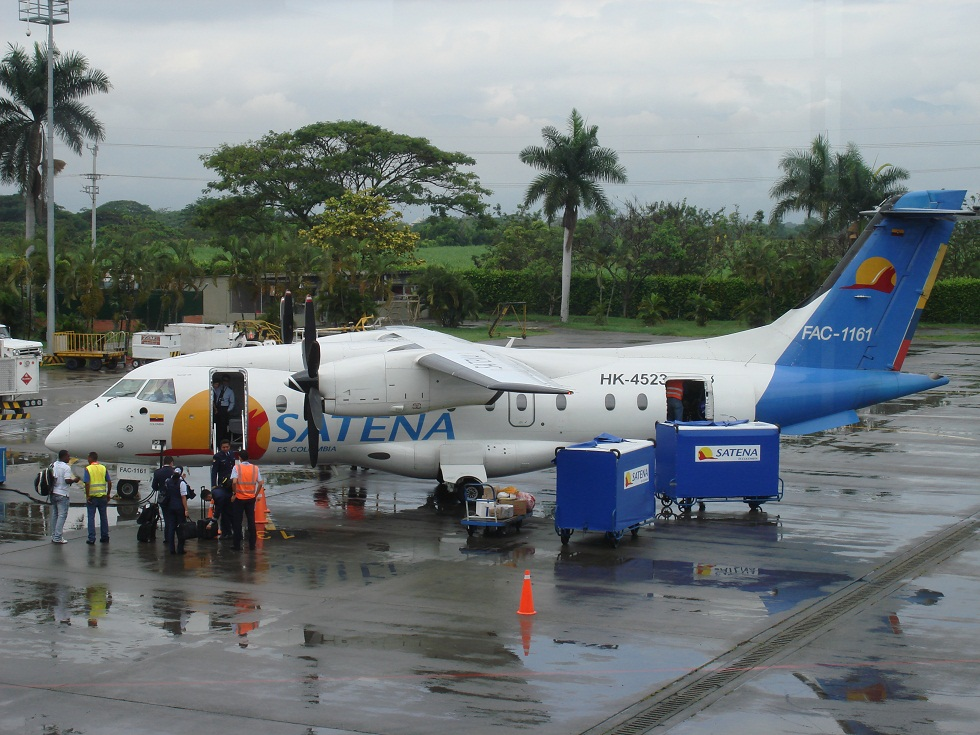
Dornier Do 328 ze znakami lotnictwa Kolumbii

| kod statku powietrznego | kraj                      |
| ----------------------- | ------------------------- |
| H4                      | Wyspy Salomona            |
| HA                      | Węgry                     |
| HB                      | Liechtenstein, Szwajcaria |
| HC                      | Ekwador                   |
| HH                      | Haiti                     |
| HI                      | Dominikana                |
| HK                      | Kolumbia                  |
| HL                      | Korea Południowa          |
| HP                      | Panama                    |
| HR                      | Honduras                  |
| HS                      | Tajlandia                 |
| HV                      | Watykan                   |
| HX                      | Arabia Saudyjska          |

## I
| kod statku powietrznego | kraj   |
| ----------------------- | ------ |
| I                       | Włochy |

## J
| kod statku powietrznego | kraj                      |
| ----------------------- | ------------------------- |
| J2                      | Dżibuti                   |
| J3                      | Grenada                   |
| J5                      | Gwinea Bissau             |
| J6                      | Saint Lucia               |
| J7                      | Dominikana                |
| J8                      | Saint Vincent i Grenadyny |
| JA                      | Japonia                   |
| JY                      | Jordania                  |

## L

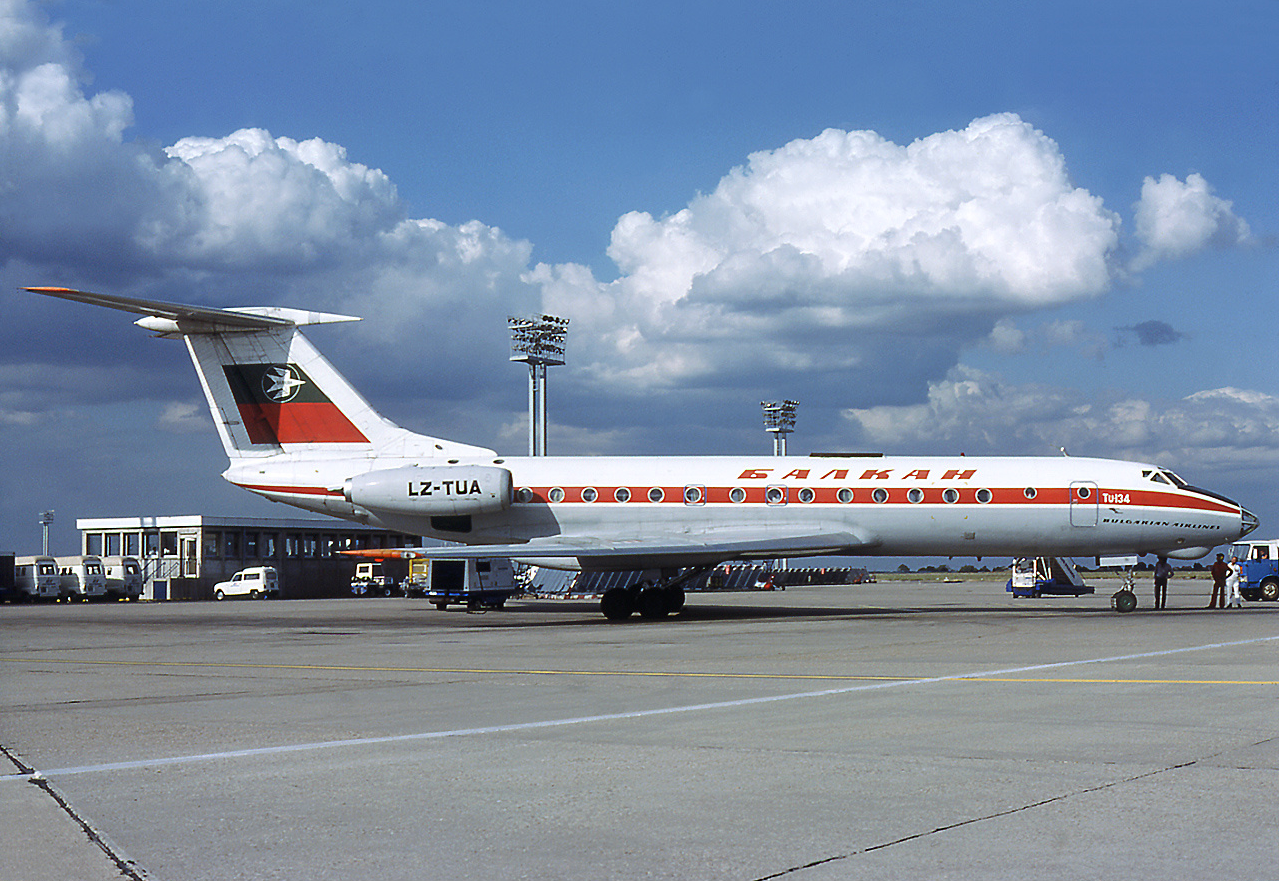
Tu-134 Lotnictwa Bułgarii

| kod statku powietrznego | kraj       |
| ----------------------- | ---------- |
| LN                      | Norwegia   |
| LX                      | Luksemburg |
| LY                      | Litwa      |
| LV                      | Argentyna  |
| LZ                      | Bułgaria   |

## M
| kod statku powietrznego | kraj      |
| ----------------------- | --------- |
| M                       | Wyspa Man |
| MT                      | Mongolia  |

## N

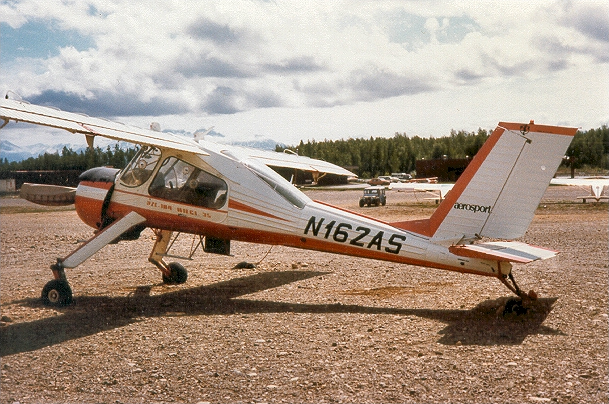
PZL-104 Wilga ze znakami rejestracyjnymi USA

| kod statku powietrznego | kraj                                        |
| ----------------------- | ------------------------------------------- |
| N                       | Makau, Portoryko, Stany Zjednoczone Ameryki |

## O

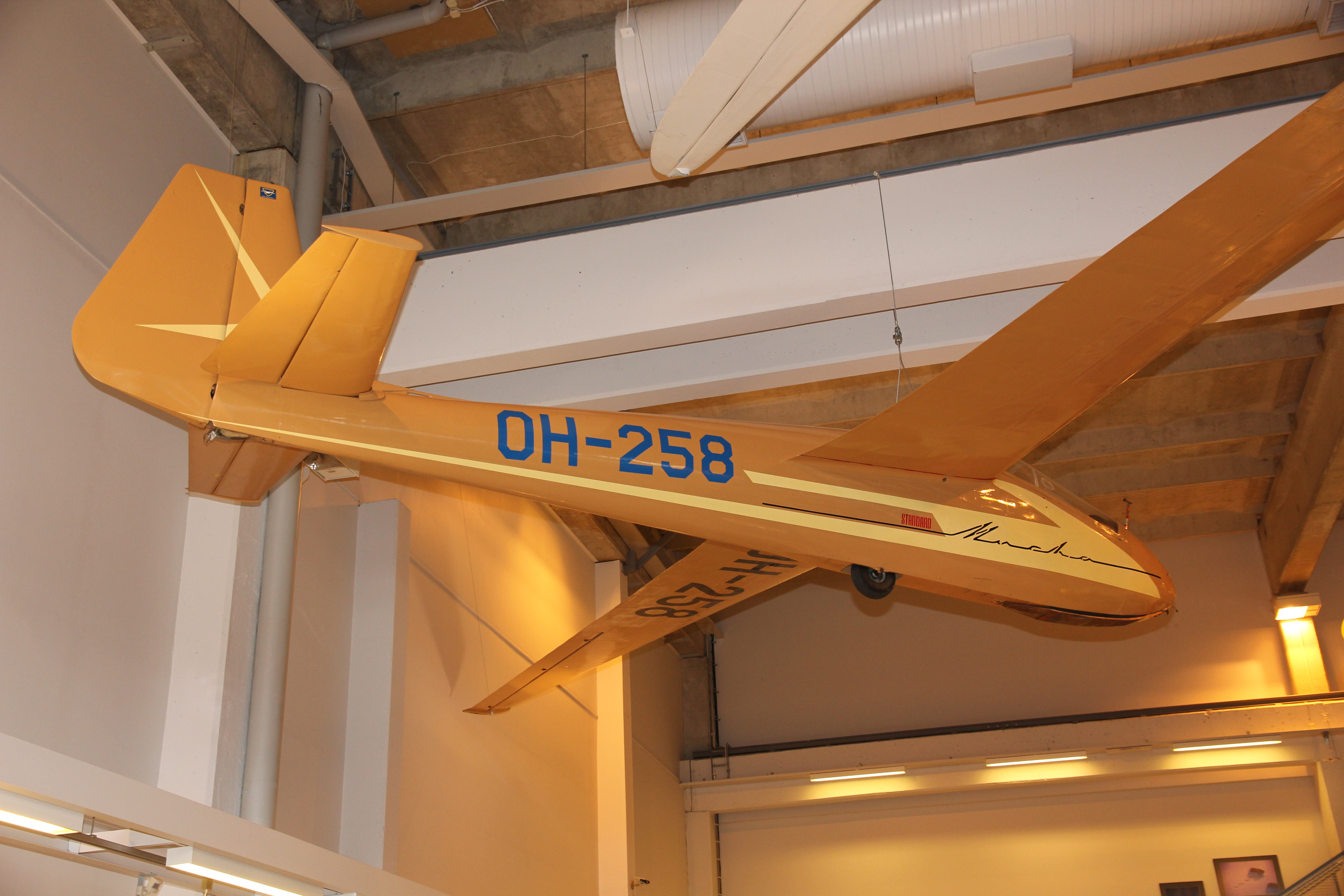
SZD-22 Mucha Standard ze znakami rejestracyjnymi Finlandii

| kod statku powietrznego | kraj                           |
| ----------------------- | ------------------------------ |
| OB                      | Peru                           |
| OD                      | Liban                          |
| OE                      | Austria                        |
| OH                      | Finlandia                      |
| OK                      | Czechy                         |
| OM                      | Słowacja                       |
| OO                      | Belgia                         |
| OY                      | Dania, Grenlandia, Wyspy Owcze |

## P
| kod statku powietrznego | kraj                                                 |
| ----------------------- | ---------------------------------------------------- |
| P                       | Korea Północna                                       |
| P2                      | Papua-Nowa Gwinea                                    |
| P4                      | Aruba                                                |
| PH                      | Holandia                                             |
| PJ                      | Bonaire, Curaçao, Saba, Sint Eustatius, Sint Maarten |
| PK                      | Indonezja                                            |
| PP                      | Brazylia                                             |
| PT                      | Brazylia                                             |
| PZ                      | Surinam                                              |

## R

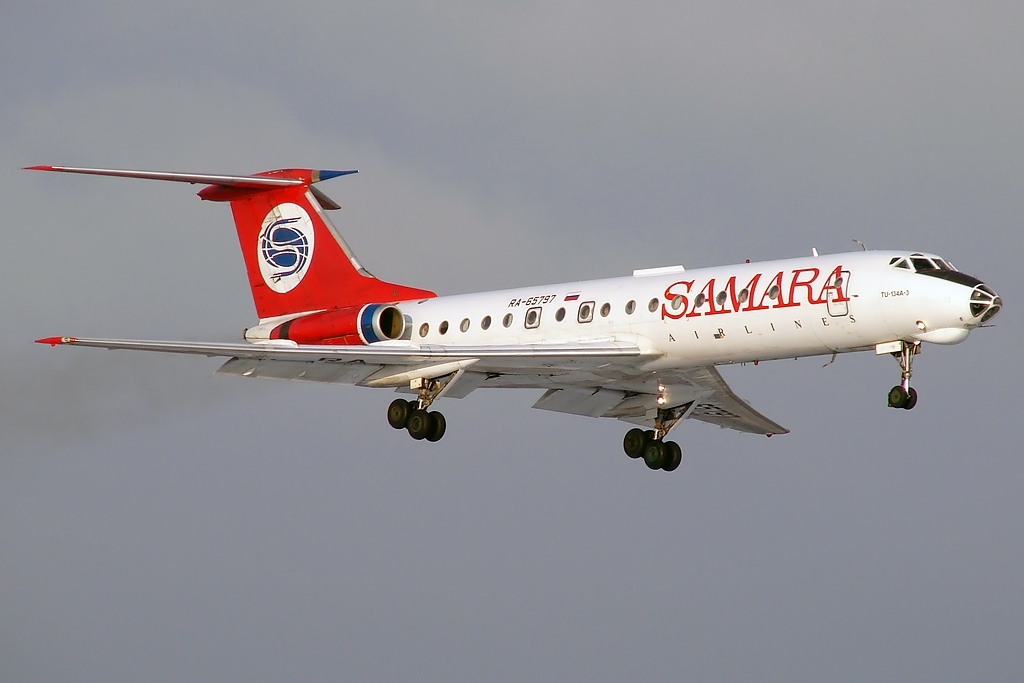
Tupolev Tu-134 ze znakami rejestracyjnymi Rosji

| kod statku powietrznego | kraj     |
| ----------------------- | -------- |
| RA, RE, RF              | Rosja    |
| RDPL                    | Laos     |
| RP                      | Filipiny |

## S

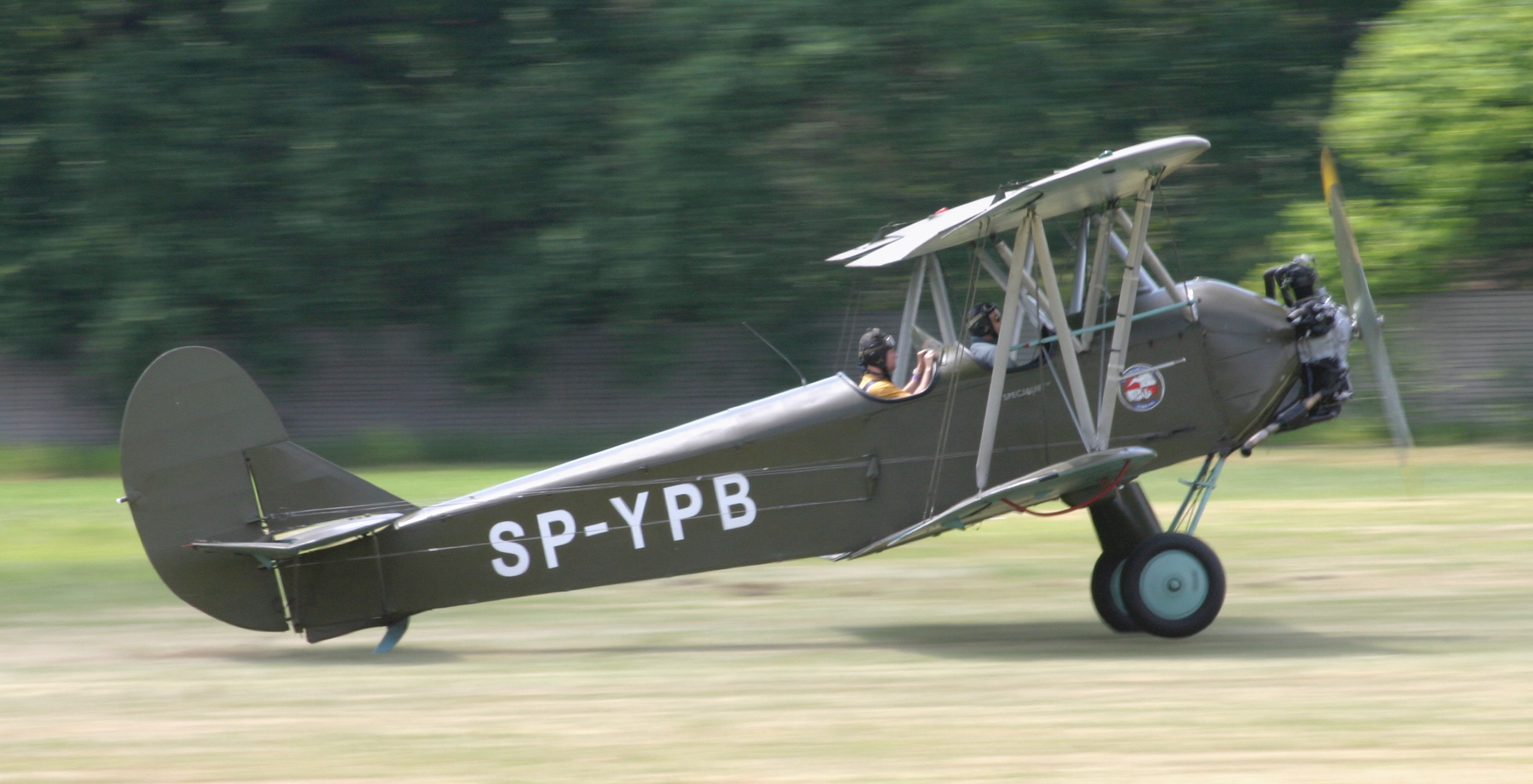
Samolot CSS-13 zarejestrowany w Polsce (SP).

| kod statku powietrznego                                 | kraj                              |
| ------------------------------------------------------- | --------------------------------- |
| S2                                                      | Bangladesz                        |
| S5                                                      | Słowenia                          |
| S7                                                      | Seszele                           |
| S9                                                      | Wyspy Świętego Tomasza i Książęca |
| SE                                                      | Szwecja                           |
| SP, SN (instytucje Polski np. Policja, Straż Graniczna) | Polska                            |
| SU                                                      | Egipt                             |
| ST                                                      | Sudan                             |
| SX                                                      | Grecja                            |

## T
| kod statku powietrznego | kraj                         |
| ----------------------- | ---------------------------- |
| T2                      | Tuvalu                       |
| T3                      | Kiribati                     |
| T7                      | San Marino                   |
| T9                      | Bośnia i Hercegowina         |
| TC                      | Turcja                       |
| TF                      | Islandia                     |
| TG                      | Gwatemala                    |
| TI                      | Kostaryka                    |
| TJ                      | Kamerun                      |
| TL                      | Republika Środkowoafrykańska |
| TN                      | Kongo                        |
| TR                      | Gabon                        |
| TS                      | Tunezja                      |
| TT                      | Czad                         |
| TU                      | Wybrzeże Kości Słoniowej     |
| TY                      | Benin                        |
| TZ                      | Mali                         |

## U
| kod statku powietrznego | kraj       |
| ----------------------- | ---------- |
| UK                      | Uzbekistan |
| UP                      | Kazachstan |
| UR                      | Ukraina    |

## V

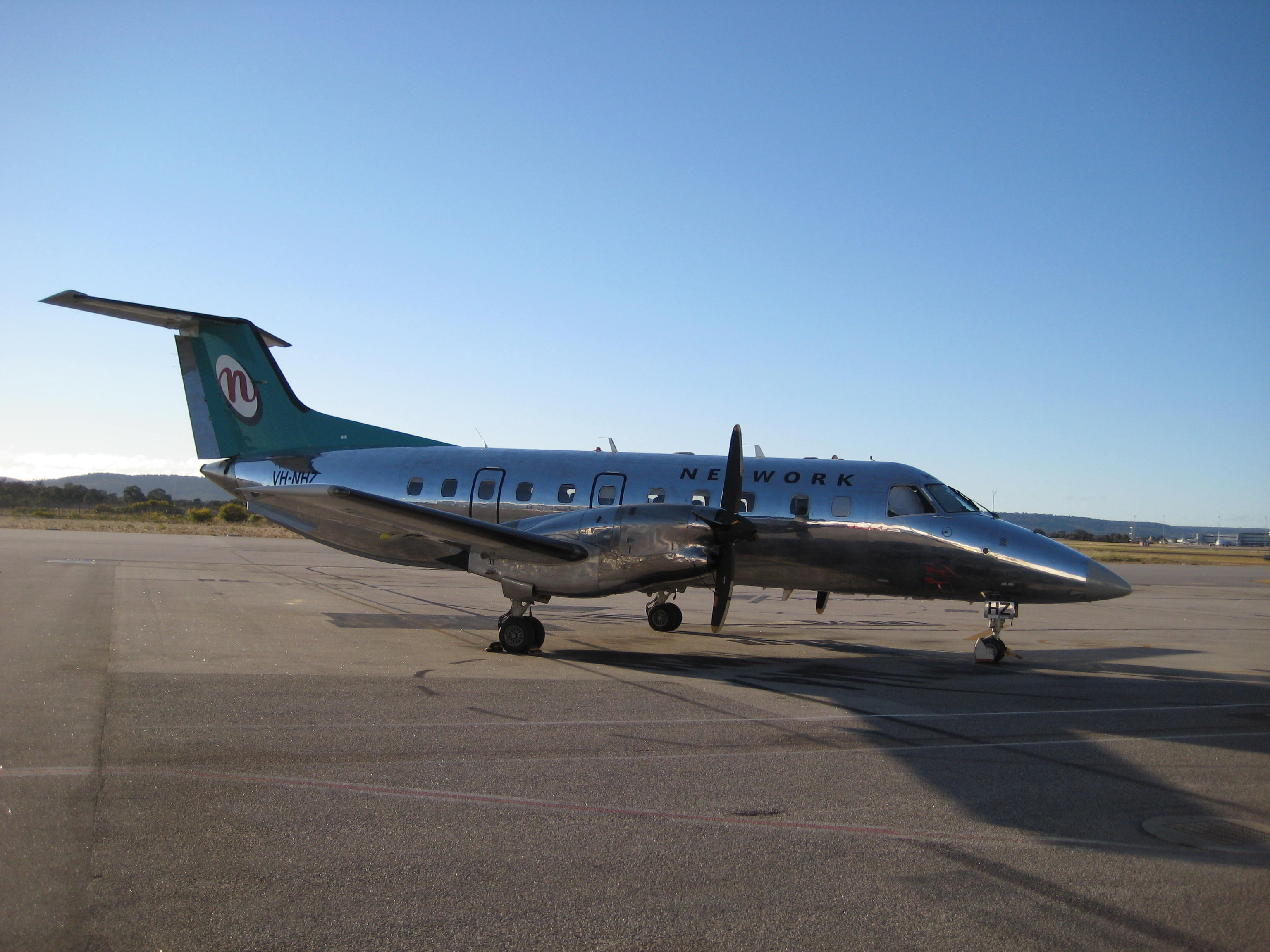
Embraer 120 Brasilia ze znakami lotnictwa Australii

| kod statku powietrznego | kraj                       |
| ----------------------- | -------------------------- |
| V2                      | Antigua i Barbuda          |
| V3                      | Belize                     |
| V4                      | Saint Kitts i Nevis        |
| V5                      | Namibia                    |
| V6                      | Mikronezja                 |
| V7                      | Wyspy Marshalla            |
| V8                      | Brunei                     |
| VH                      | Australia                  |
| VN                      | Wietnam                    |
| VP-B                    | Bermudy                    |
| VP-C                    | Kajmany                    |
| VP-LA                   | Anguilla                   |
| VP-LM                   | Montserrat                 |
| VP-LV                   | Brytyjskie Wyspy Dziewicze |
| VP-V                    | Falklandy                  |
| VQ-B                    | Bermudy                    |
| VQ-T                    | Turks i Caicos             |
| VR-B                    | Bermudy                    |
| VR-C                    | Kajmany                    |
| VR-G                    | Gibraltar                  |
| VT                      | Indie                      |

## Y

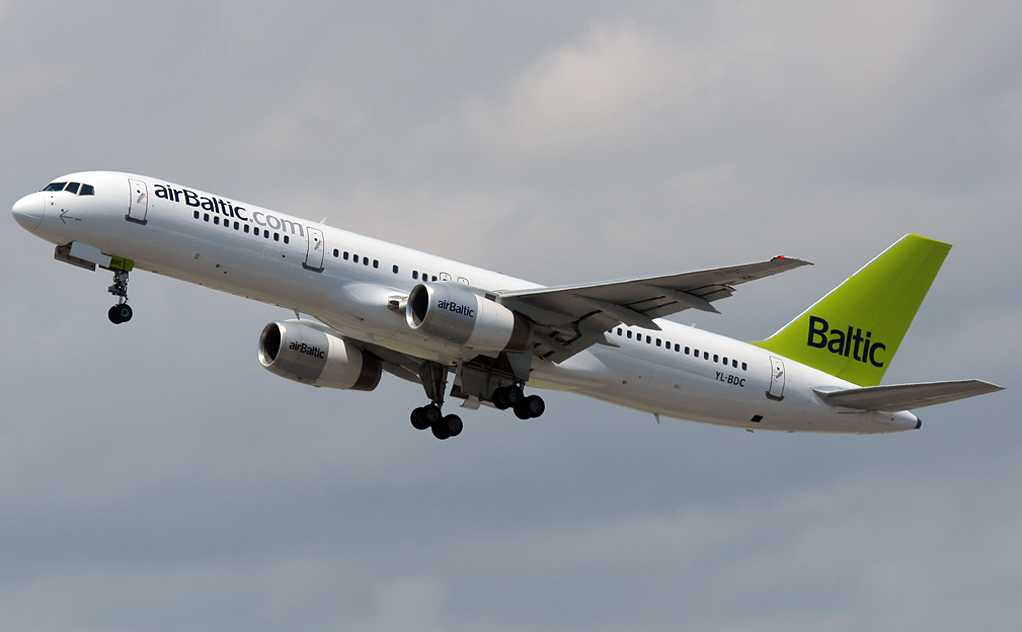
Boeing 757 ze znakami rejestracyjnymi lotnictwa Łotwy

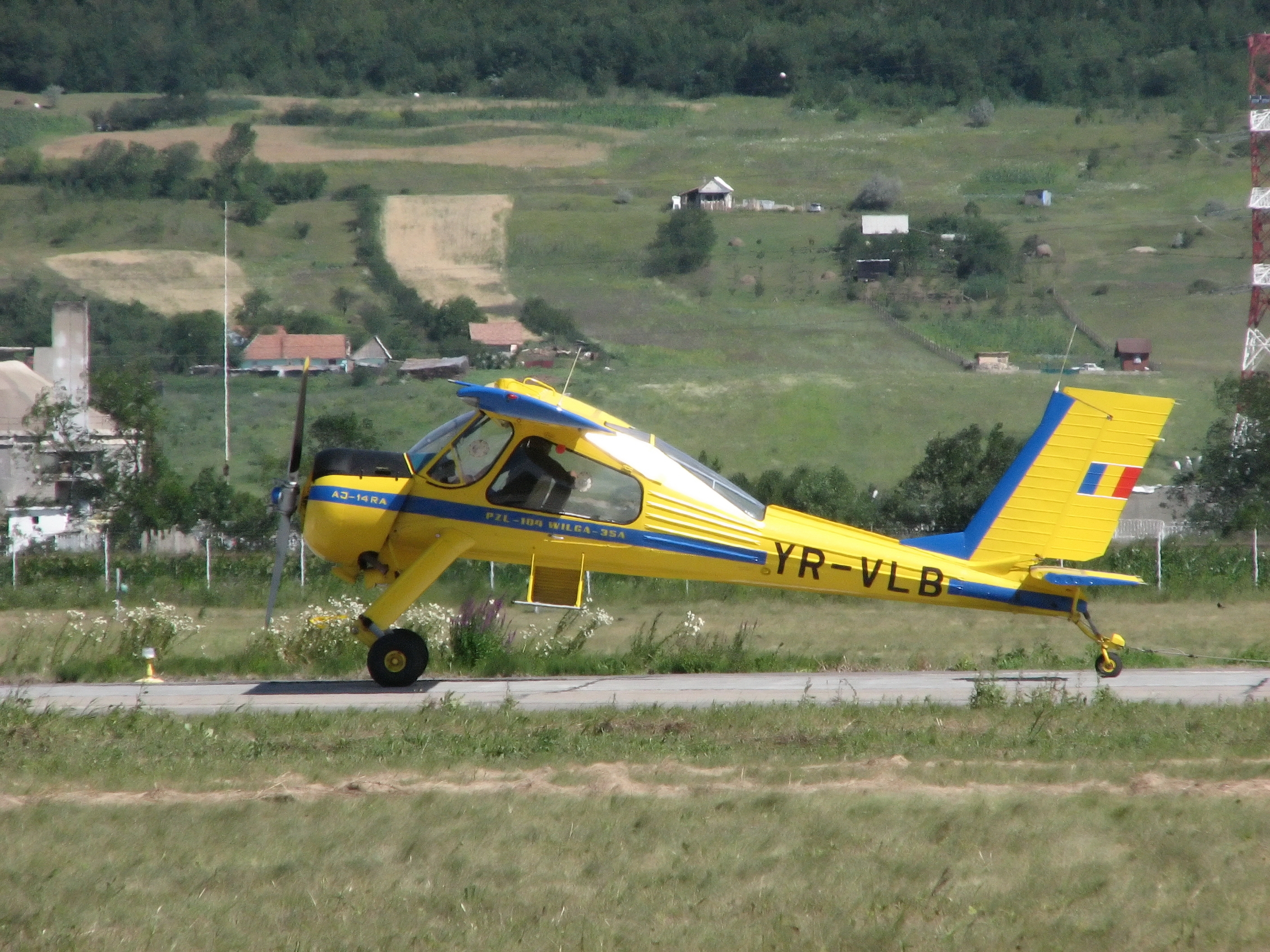
PZL-104 Wilga lotnictwa Rumunii

| kod statku powietrznego | kraj               |
| ----------------------- | ------------------ |
| YA                      | Afganistan         |
| YI                      | Irak               |
| YJ                      | Vanuatu            |
| YK                      | Syria              |
| YL                      | Łotwa              |
| YN                      | Nikaragua          |
| YR                      | Rumunia            |
| YS                      | Salwador           |
| YU                      | Czarnogóra, Serbia |
| YV                      | Wenezuela          |

## Z

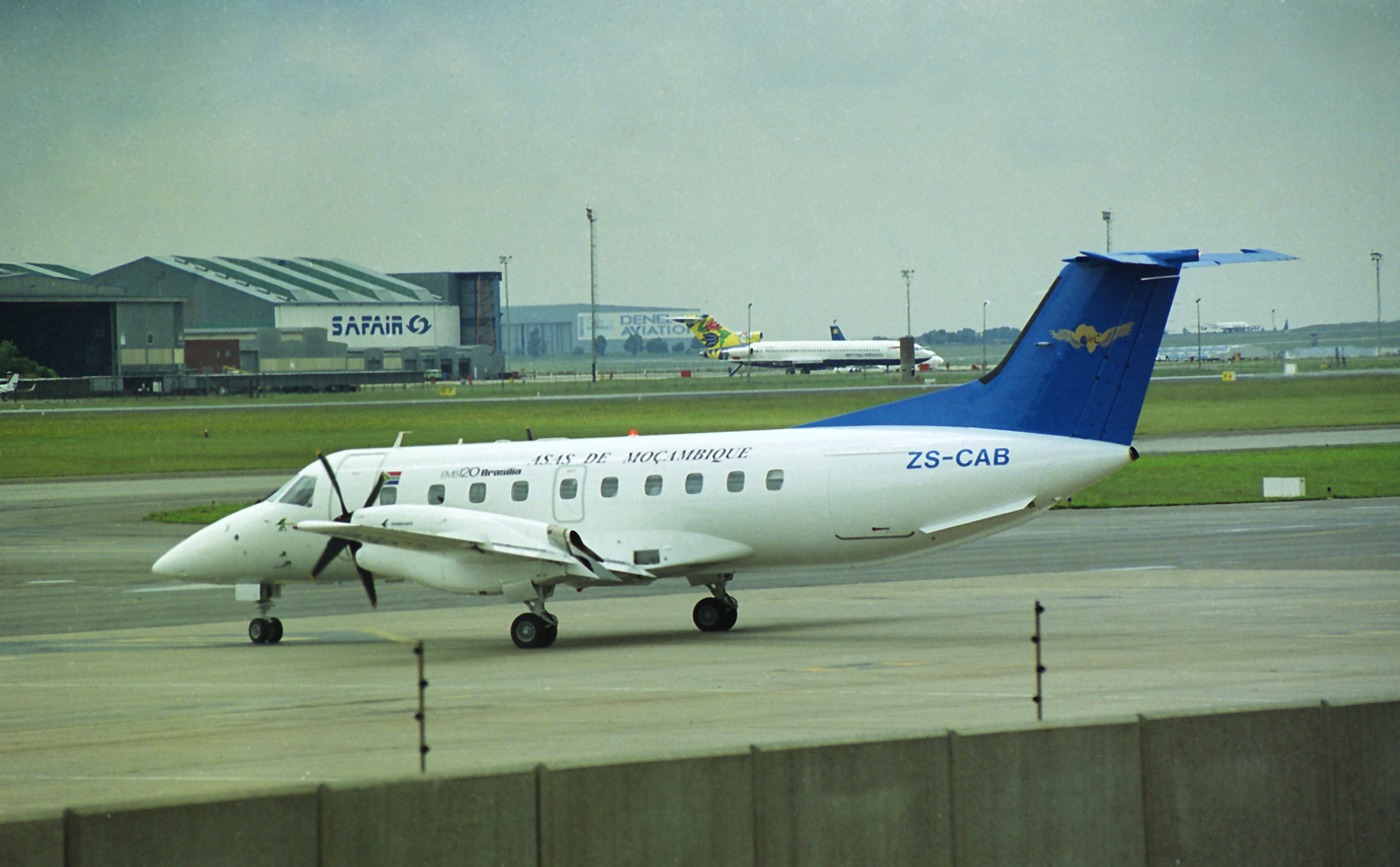
Embraer 120 Brasilia ze znakami lotnictwa Południowej Afryki

| kod statku powietrznego | kraj               |
| ----------------------- | ------------------ |
| Z                       | Zimbabwe           |
| Z3                      | Macedonia Północna |
| ZA                      | Albania            |
| ZK                      | Nowa Zelandia      |
| ZL                      | Nowa Zelandia      |
| ZM                      | Nowa Zelandia      |
| ZP                      | Paragwaj           |
| ZS                      | Południowa Afryka  |
| ZT                      | Południowa Afryka  |
| ZU                      | Południowa Afryka  |

### Indeks
# A B C D E F G H I J L M N O P R S T U V X Z